# Zmarli w roku 1793
Lista osób zmarłych w 1793:

## styczeń 1793
- 21 stycznia – Ludwik XVI, król Francji[1]
- 28 stycznia – Piotr Won Si-jang, koreański męczennik, błogosławiony katolicki[2]

## luty 1793
- 6 lutego – Carlo Goldoni, komediopisarz włoski[3]

## maj 1793
- 28 maja – Aleksander Michał Sapieha, marszałek konfederacji targowickiej na Litwie[4]

## lipiec 1793
- 13 lipca – Jean-Paul Marat, rewolucjonista francuski[5]

## październik 1793
- 14 października – Piotr Adrian Toulorge, francuski duchowny katolicki, męczennik, błogosławiony[6]
- 16 października – Maria Antonina, królowa Francji

## listopad 1793
- 12 listopada – Jean Sylvain Bailly, francuski astronom, polityk[7]

## grudzień 1793
- 8 grudnia – Hrabina du Barry, ostatnia z wielkich francuskich faworyt, metresa Ludwika XV[8]